# Heinz Bär
El coronel Heinz (Oskar-Heinrich) "Pritzl" Bär (21 de marzo de 1913 - 28 de abril de 1957) fue un as de la aviación alemán de la Luftwaffe que sirvió durante la Segunda Guerra Mundial. Obtuvo un total de 221 victorias. Fue derribado en 18 ocasiones, y realizó en torno a 1000 misiones de combate. Pese a las impresionantes cifras exhibidas, su carrera fue constantemente frenada por el mismo Mariscal del Aire, Hermann Göring.

## Primeros años
Bär nació en Sommerfeld cerca de Leipzig. En 1934 se alistó en la Reichswehr y posteriormente en la Luftwaffe, donde llegó a ser piloto de aeronaves de transporte en 1937, volando principalmente con Junkers Ju-52/3m. En 1938 Bär fue transferido al cuerpo de combate, y quedó asignado al Jagdgeschwader 51, el cual estaba equipado con cazas Messerschmitt Bf 109E, como piloto de transporte del NCO. En principio, recibió un entrenamiento no oficial con el Bf 109E, posteriormente recibió un entrenamiento oficial y se convirtió en piloto de caza.

## Segunda Guerra Mundial

### Frente occidental
Estacionado en la frontera con Francia, Bär consiguió su primera victoria frente a un Curtiss P-36 'Hawk', el 25 de septiembre de 1939 durante una serie de escaramuzas aéreas con la fuerza aérea francesa. Durante la Batalla de Francia se anotó otras 2 victorias, y otras 10 durante la Batalla de Inglaterra.
Durante ese tiempo, realizó varios aterrizajes de emergencia con el avión seriamente dañado; también fue derribado sobre el Canal de la Mancha el 2 de septiembre de 1940. En esta primera época de su carrera Bär no mostró mayor interés por ascender a un rango de más autoridad, ya que sus anotaciones no parecían llegar al alto mando. Bär se había hecho fama de no respetar las jerarquías y ser un rebelde antiautoritario. En la primavera de 1941 se anotó 4 nuevas victorias sobre aviones de la Royal Air Force (RAF), alcanzando un total de 17.

### Frente oriental
En 1941, el JG 51 fue destinado al este para tomar parte en la Operación Barbarroja. Al igual que todos los experimentados pilotos alemanes, Bär tuvo un día de maniobras frente a los inexpertos pilotos de la Fuerza Aérea Soviética y su cuenta aumentó rápidamente hasta las 27 victorias.
Fue ascendido a teniente y recibió la Ritterkreuz el 2 de julio. El 14 de agosto fue condecorado con las Eichenlaub (hojas de roble), para su Ritterkreuz al alcanzar las 60 victorias, y el 30 de agosto se convirtió en "as en un día" al derribar 6 aviones soviéticos. Fue ascendido a teniente primero. El 31 de agosto Bär fue derribado a unos 50 km tras las líneas enemigas. A pesar de las lesiones dorsales, Bär caminó de vuelta hasta las líneas alemanas, para recibir un lento tratamiento en el hospital. A comienzos de 1942 Bär fue ascendido a capitán y nombrado Staffelkapitän del 12./JG 51, además de recibir la Schwerter (Espada) para su Ritterkreuz el 16 de febrero. Su cuenta se había situado en 90 victorias.
A comienzos de mayo Bär fue transferido para tomar el mando del I./JG 77, comandado por Gordon Gollob, para apoyar la lucha sobre Kerch en la península de Crimea. El JG 77 liderado por los expertos Bär y Gollob, se hizo con la superioridad aérea de la zona Kerch-Taman. Con un disciplinado pronazi Gollob y un antiaautoritario Bär, existía una mutua animosidad entre los dos ases y una intensa rivalidad. A finales de mayo, la cuenta de Bär ascendía a 103 victorias.

### Frente del Mediterráneo

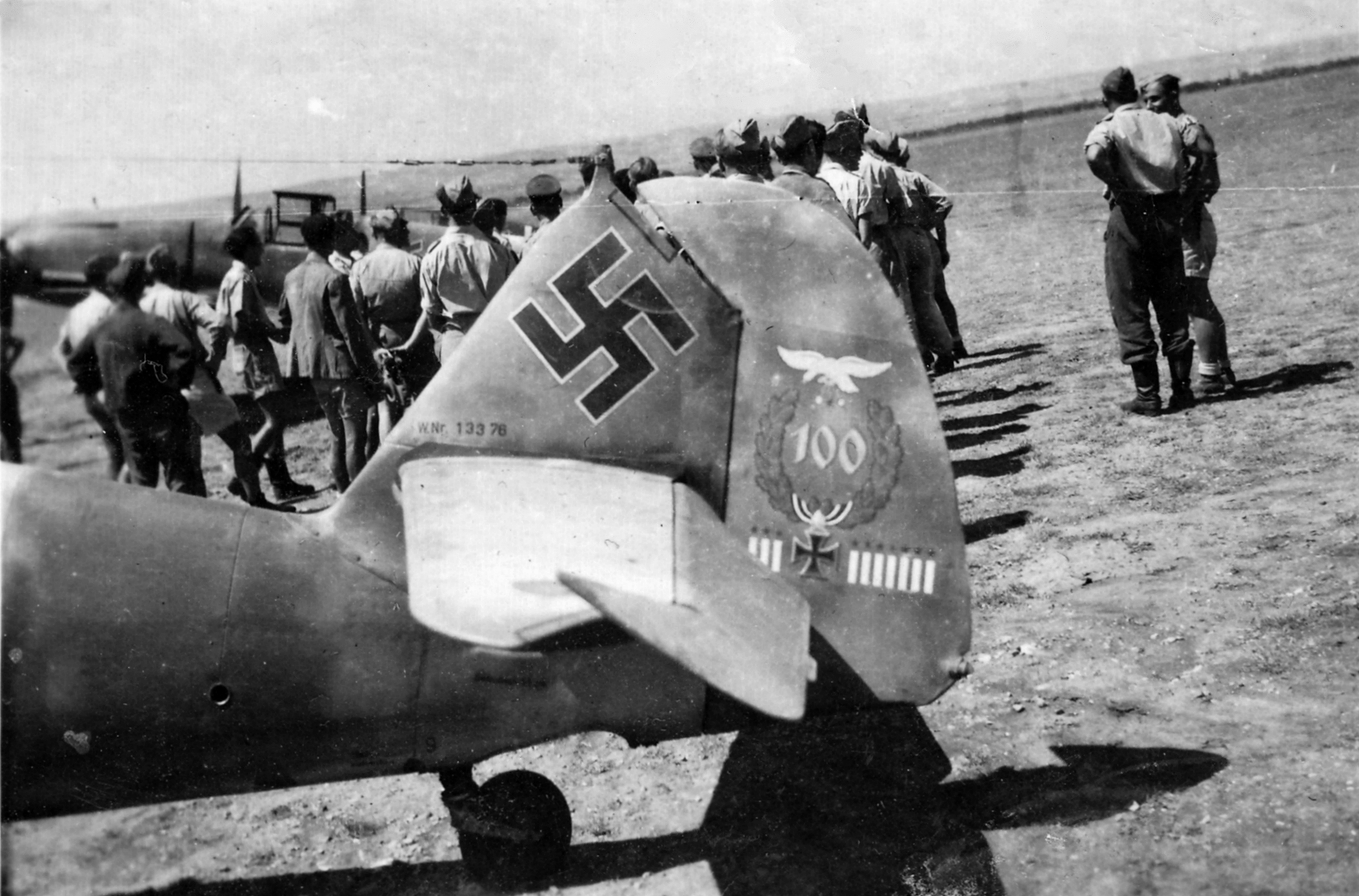
Cola del caza de combate Messerschmitt Bf 109F-4 de Bär.

En junio, el JG 77 fue trasladado al área del Mediterráneo. Tomó parte en las batallas aéreas sobre Malta, posteriormente fue desplazado a Túnez. Tras anotarse su victoria aérea 149, el general Hans-Jürgen von Arnim remitió la proposición para los Diamantes para la cruz de caballero de la cruz de hierro por primera vez. El Reichsmarschall Hermann Göring ignoró deliberadamente esta petición y denegó a Bär los Diamantes. La razón para este rechazo es incierta, pero se cree que Göring no aguantaba la insubordinación del carácter combinado con su fuerte acento sajón, el cual Göring odiaba.
En Túnez, Bär incrementó su cuenta a 179, pero luchar contra una cada vez mayor superioridad aérea aliada, era una batalla perdida. Bär perdió su espíritu combativo y sufrió un agotamiento mental y físico severo. Tras varias discusiones con el comandante del JG 77, el coronel Johannes Steinhoff, y bajo el ninguneo de Hermann Göring fue transferido a Francia con la anotación en su hoja de servicio de: "por cobardía ante el enemigo". En el verano de 1943 fue degradado a Staffelkapitän. Tomó el mando sobre una unidad de entrenamiento operacional, el Jagdgruppe Süd.

### Defensa del Reich
A comienzos de 1944 Bär, con el rango de Mayor, recibió el mando del II./JG 1. El JG 1 fua asignado a labores de defensa aérea del Reich equipado con cazas Focke Wulf 190 A-7. En junio, fue ascendido a teniente coronel y designado Geschwaderkommodore del JG 3. Durante 1944, Bär se anotó su victoria 203.
Bär realizó las victorias 204 y 205 el 1 de enero de 1945 durante la Unternehmen Bodenplatte, un ataque masivo de la Luftwaffe contra los campos de vuelo aliados en el Benelux. La operación se saldó con cientos de aparatos perdidos en ambos bandos. El JG 3 de Bär atacó Eindhoven en Holanda derribando media docena de cazas de la RAF y destruyendo otros muchos aviones en tierra.

### Piloto de cazas de reacción

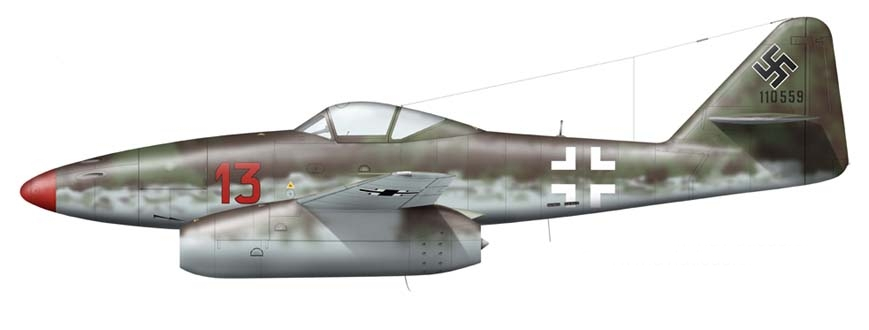
Messerschmitt Me 262 A-1a - EJG 2 - de Heinz Bär

En febrero, Bär fue destinado como comandante de la unidad de entrenamiento III./EJG 2 de cazas de reacción. En marzo, la unidad fue equipada con el caza a reacción Messerschmitt Me 262 y enviada al combate. Bär con su característico "13" rojo derribó 12 aviones enemigos, cuatro bombarderos cuatrimotores B-17 y B-24, dos P-51 Mustang , dos P-47 Tunderbolt y cuatro mosquitos, con lo cual fue el mayor as de los reactores alemanes.
El 23 de abril Bär fue asignado a la unidad de Jet Experten Jagdverband 44, liderada por Adolf Galland. El 26 de abril asumió el mando de la unidad cuando Adolf Galland resultó herido. Con el JV 44 se anotó sus cuatro últimas victorias (tres P-47s y un Mosquito), alcanzando el total de 221. En suma, consiguió 16 victorias con el Me 262, lo que le convirtió en el segundo más exitoso de los Jet Experten de la guerra. Finalizó la guerra con el rango de coronel.
Durante la guerra, Bär derribó un total de 124 aparatos de los aliados occidentales, convirtiéndose en el segundo con más aparatos occidentales derribados tras el Hpt. Hans-Joachim Marseille con 158 derribos.

## Posguerra
Bär trabajó como consultor de aviación, y falleció cuando realizaba acrobacias con un avión ligero LF-1 Zaunkönig sobre Brunswick el 28 de abril de 1957.

## Galardones
- Verwundetenabzeichen en plata
- Cruz Alemana en oro (27 de mayo de 1942)
- Front Flying Clasp de la Luftwaffe en oro con el distintivo  "1000"
- Combined Pilots-Observation Badge en oro con diamantes.
- Ehrenpokal der Luftwaffe
- "Africa" Cuffband
- Cruz de Hierro de 2ª y 1ª clase (julio de 1940)
- Ritterkreuz des Eisernen Kreuzes mit Eichenlaub und Schwertern
  - Ritterkreuz (2 de julio de 1941)
  - 31. Eichenlaub (14 de agosto de 1941)
  - 7. Schwerter (16. de febrero de 1942)
- Mencionado en dos ocasiones en el Wehrmachtbericht

En tres ocasiones, Heinz Bär fue propuesto para ser nombrado caballero de la Cruz de Caballero con Hojas de Roble, Espadas y Brillantes. Pero las tres veces, fue denegado por el  Reichsmarschall Hermann Göring. Bär derribó 130 aviones enemigos después de haber recibido la de Hojas de Roble y espadas.